# Chandos Anthems
Chandos Anthems, HWV 246–256, és el nom comú d'una col·lecció d'onze (o dotze) anthems, les composicions corals sagrades escrites per George Frideric Händel; l'autoria del núm. 12 està en discussió. Els textos són salms i versos de salms en anglès. Händel va compondre els anthems mentre vivia a Canons, la residència de James Brydges qui esdevindria el Primer Duc de Chandos el 1719. La seva capella encara no estava constituïda, per tant els serveis es realitzaven a St Lawrence, a Whitchurch. La instrumentació és intimista, d'acord amb les possibilitats del lloc. Alguns del anthems es basen en obres anteriors, i algunes serien revisades posteriorment per a altres propòsits.
Deu dels anthems va ser publicat el 1748. Amb un Jubilate inicial, un anthem final addicional amb una instrumentació diferent, van ser publicats en un ordre diferent en l'edició deSamuel Arnold de les obres de Händel. En el Hallische Händel-Ausgabe, els anthems 1 a 11 reben el títol Anthems for Canons. Carus-Verlag va publicar una edició el 2009, anomenant-los Cannons Anthems.

## Context històric
El 1717, Händel esdevenia compositor en la residència de Canons, a Middlesex, residència de James Brydges, Comte de Carnarvon, qui el 1719 esdevindria el Primer Duc de Chandos. Johann Christoph Pepusch era el Mestre de Música, i havia agafat el càrrec abans de l'arribada de Händel.
Durant la seva estada, Händel va compondre diversos anthems que són coneguts com a Chandos Anthems, per a ús en els serveis anglicans d'església. Brydges va arribar a cosntruir una capella, però encara estava en construcció quan Händel va compondre les obres; fou completada el 1720. Per tant, els serveis de la cort es feien a l'església parroquial de St Lawrence a Whitchurch. L'església fou remodelada segons el gust barroc del comte, i es va acabar el 1716. Conté obres de Louis Laguerre i Antonio Bellucci. L'òrgan utilitzat per Händel seria modificat al llarg dels anys, i va ser restaurat el 1994, utilitzant les parts supervivents de l'instrument original de 1716, un instrument manual d'un sol teclat com a referència.
Probablement Händel seleccionà i elaborà els textos, a partir del Llibre d'Oració Comuna (Book of Common Prayer o BCP) i d'una versió numerada dels salms de Nahum Tate i Nicholas Brady, publicada com a New Version of the Psalms (NVP) el 1696.[3] Händel va utilitzar tres tipus de selecció: un salm escurçat, un salm escurçat amb un vers afegit d'un salm diferent, i sovint, més eleborat, una recopilació de versos de diversos salms diferents. Seleccionant un salm complet era un model més familiar per a ell, i el va utilitzar en els seus arranjaments de salms en llatí el 1707, i en el núm. 1, va fer servir el Salm 100. Va utilitzar el primer mètode en el Salm 51, del núm. 3. Händel potser va compondre els anthems per parelles, de vegades fent servir material anterior.
Deu dels anthems van ser publicats el 1748, actualment els núm. 2 a 11, en un ordre diferent. El núm. 1, el Chandos Jubilate, va quedar fora, possiblement perquè l' Utrecht Jubilate fou publicat abans. En l'edició de Samuel Arnold de les obres de Händel, hi hi havia dotze anthems, un amb dues versions, i el núm. 12 s'afegí, O praise the Lord, ye angels of his. És discuteix si aquesta obra fou composta per Händel. A l'edició de Friedrich Chrysander d'obres de Händel anomena aquests anthems senzillament Psalmen, i en el Hallische Händel-Ausgabe de Bärenreiter, són anomenats Anthems for Cannons. Carus-Verlag va publicar una edició individual dels anthems el 2009, anomenant-los Cannons Anthems.

## Instrumentació
La instrumentació dels anthems s'ajusta a la disponibilitat de músics de l'església. Aquesta consistia, amb poques excepcions, en un cor a tres veus (soprano, tenor i baix), i de manera similar, amb una orquestra sense violes, amb els oboès que toquen a l'uníson, dos violins i baix continu. Aquesta textura lleugera dona a la música el caràcter de música de cambra. Händel fa servir material anterior d'alguns anthems que ja havia compost, com l'Utrecht Jubilate, el qual hi havia estat interpretat al Thanksgiving Service for the Peace of Utrecht celebrat a la Catedral de Saint Paul.

### Anthems
| Núm. | HWV  | Títol                              | Notes | Text                                     |
| ---- | ---- | ---------------------------------- | --- | ---------------------------------------- |
| 1    | 246  | O be joyful in the Lord            | Chandos Jubilate O Canons Jubilate en re major                                                                                                  | Salm 100 (Jubilate)                      |
| 2    | 247  | In the Lord put I my trust         | Transcrit per a orquestra per Edward Elgar el 1923 i l'obertura en re menor per Stokowski el 1924                                               | Salms 9, 11, 12, & 13 (NVP)              |
| 3    | 248  | Have mercy upon me                 | | Salm 51 (Miserere).                      |
| 4    | 249b | O come, let us sing unto the Lord  | En part, basat en "O sing unto the Lord a new song" (HWV 249a). L'obertura més tard fou reutilitzada per Händel en el Concert per a oboè núm. 2 | Salm 93 & 96 (BCP)                       |
| 5    | 250a | I will magnify thee                | Dos dels moviments es van afegir més tard. L'obertura més tard fou reutilitzada per Händel en el Concert per a oboè núm. 2                      | Salms 144 & 145                          |
| 6    | 251b | As pants the hart                  | Es creu que és un dels primers Chandos Anthems que va compondre, una versió orquestrada de HWV 251a                                             | Salm 42                                  |
| 7    | 252  | My song shall be alway             | En part, derivat del "Te Deum en D" (HWV 280)                                                                                                   | Salm 89                                  |
| 8    | 253  | O come, let us sing unto the Lord  | | Salms 95 (Venite), 96, 97, 99, 103 (BCP) |
| 9    | 254  | O praise the Lord with one consent | | Salms 117, 135, 148 (NVP)                |
| 10   | 255  | The Lord is my light               | | Salms 18, 20, 27, 28, 29, 30, 34, 45     |
| 11   | 256a | Let God arise                      | El primer moviment de la Simfonia es va afegir més tard                                                                                         | Salms 68 & 78                            |

Molts moviments es basen en música anterior del mateix compositor i molts, més tard, foren expandits en un context nou.

## Llegat
Romain Rolland va escriure que aquests anthems (o Salms) estan relacionats amb els oratoris de Händel, de la mateixa manera que les cantates italianes tenen connexió amb les seves òperes: "uns esplèndids esbossos de les obres més monumentals." John A. Davis va escriure que contenen "gairebé tots els tipus i estils de la música de Händel", i així "mostren un panorama força comprensible de la producció creativa del compositor ".

## Enregistraments
Onze Chandos Anthems foren enregistrats el 1994 per The Sixteen, conjunt dirigit per Harry Christophers.
Els Chandos Anthems són de vegades cantats per agrupacions més grans que les que Händel utilitzà com, per exemple, en un bon enregistrament de tres dels anthems el 2009 pel Choir of Trinity College, de Cambridge. El cor, dirigit per Stephen Layton, tenia 40 cantants.